# Interpublic Group
Interpublic Group ou The Interpublic Group of Companies (IPG) est une agence de communication américaine fondée en 1961. La société est listée à la bourse de New York sous le code IPG et fait partie des Big Six, les six plus grosses agences de communication mondiales.

## Histoire
Interpublic s'est énormément agrandie entre 1999 et 2001, totalisant 185 acquisitions recensées en trois ans, dans une course à la taille qui affectait alors tous les grands réseaux de communication. 
En 2002, elle est compromise dans un scandale comptable lié aux affaires Enron, Worldcom, etc., et son cours de bourse s'en ressent : en juin 2006, il est équivalent à celui de 1992.
Le Financial Times révèle[Quand ?] que le groupe Interpublic détient 0,5 % du capital du réseau social Facebook, à la suite d'un investissement de 5 millions de dollars en 2006, alors que le site Facebook était valorisé entre 1 et 2 milliards de dollars. Une valorisation qui oscille aujourd'hui[Quand ?] entre 50 et 75 milliards de dollars. Ce qui porte l'investissement d'Interpublic à une valeur estimée entre 200 et 300 millions de dollars. Le groupe de communication américain aurait monnayé son entrée au capital de Facebook avec un engagement d'investir 10 millions de dollars en achat d'espace sur le site.
En juillet 2018, Interpublic annonce l'acquisition Acxiom Marketing Solutions, une filiale d'Acxiom, pour 2,3 milliards de dollars. Acxiom Marketing Solutions, représente 75 % des revenus d'Acxiom qui ne garde que son unité, LiveRamp.
En décembre 2024, Omnicom Group annonce racheter Interpublic Group d'ici fin 2025 via un échange d'actions. L'opération doit être validée par les autorités de la concurrence.

### Principales composantes
Interpublic regroupe des agences de publicité et de communication dont les principales sont :
- The Weber Group
- McCann Erickson
- Deutsch Inc.
- Draft FCB Group
- Lowe Worldwide
- R/Greenberg Associates
- MWW Group
- The Martin Agency
- MRM Worldwide
- Momentum Worldwide
- Jack Morton Worldwide
- Initiative Worldwide